# 今夜も朝までPOWERFULまぁじゃん
『今夜も朝までPOWERFULまぁじゃん』（こんやもあさまでぱわふるまあじゃん）は、1988年にデービーソフトから発売されたコンピュータゲーム。1989年には続編『今夜も朝までPOWERFULまぁじゃん2』が発売された。

## 概要
デービーソフトとしては『始皇帝』に続く麻雀ゲームとなるが、前作が正統派麻雀ゲームであったことに対し、当作品は前作の影もないギャグと邪道とお色気に満ちた作品となっている。
脱衣麻雀の要素を持つパソコン用2人制麻雀ゲームとして登場（「エキサイト麻雀」）。「パワーツモ」でほしい牌を引くことができる場合がある。勝ちつづけると、女の子の脱衣CGが表示される。その他、ストーリーモードの「さすらい麻雀」、同社の『うっでいぽこ』のキャラクターが牌となって登場する「ぽこ麻雀」、普通の対局麻雀「ノーマルモード」を持つ。
続編は、基本的なゲーム性は前作を引き継いでおり、登場する女の子が増えるなど、大幅にパワーアップしている。ユーザーの名前、顔（モンタージュの要領で登録）などが登録できるようになっていて、システム日付によってタイトル画面が変化するなど、イベントが用意されている。また、当時はソフトベンダーTAKERUにてエキサイト麻雀の女の子が追加データとして別売されていた。
| スタブアイコン | サブスタブ | この項目は、まだ閲覧者の調べものの参照としては役立たない、アダルトゲームに関連した書きかけの項目です。この項目を加筆・訂正などしてくださる協力者を求めています（P:コンピュータゲーム/PJ:美少女ゲーム系/P:性/PJ:性）。 |